# Conjunto monumental de Pattadakal
Pattadakal, em Carnataca, Índia é uma cidade antiga que ilustra o apogeu de uma arte que, nos séculos VII-VIII, sob o Reino Chaluquia, alcançou uma mistura harmoniosa de formas arquitectónicas no norte e sul da Índia. Uma série impressionante de nove templos hindus, assim como um santuário jainista podem ser vistos lá. Neste grupo destaca-se o Templo de Virupaksha, construído por volta de 740 pela Rainha Lokamahadevi para comemorar a vitória do seu marido sobre os reis do sul.
Pattadakal foi declarada Património Mundial da Unesco em 1987.